# Mistrzostwa Polski w Łyżwiarstwie Szybkim na Dystansach 1991
5. Mistrzostwa Polski w Łyżwiarstwie Szybkim na Dystansach 1991 odbyły się w dniach 20-22 grudnia 1990 roku na torze Stegny w Warszawie.

## Kobiety
| Konkurencja: | 1. miejsce                              | Rezultat | 2. miejsce                        | Rezultat | 3. miejsce                           | Rezultat |
| 500 m        | Agata Zdrojek Marymont Warszawa         | 45,31    | Anna Rękas Olimpia Elbląg         | 46,55    | Mariola Patynowska Olimpia Elbląg    | 46,99    |
| 1000 m       | Agata Zdrojek Marymont Warszawa         | 1:34,78  | Mariola Patynowska Olimpia Elbląg | 1:34,87  | Joanna Staszkiewicz SKŁ Górnik Sanok | 1:36,05  |
| 1500 m       | Ewa Borkowska-Wasilewska Olimpia Elbląg | 2:16,33  | Anna Rękas Olimpia Elbląg         | 2:19,62  | Agata Zdrojek Marymont Warszawa      | 2:22,14  |
| 3000 m       | Ewa Borkowska-Wasilewska Olimpia Elbląg | 5:00,26  | Aneta Rękas Olimpia Elbląg        | 5:11,92  | Joanna Staszkiewicz SKŁ Górnik Sanok | 5:22,27  |
| 5000 m       | Ewa Borkowska-Wasilewska Olimpia Elbląg | 8:26,79  | Ewa Borkowska Olimpia Elbląg      | 8:53,09  | Anna Brzuszczyńska Olimpia Elbląg    | 8:53,42  |

## Mężczyźni
| Konkurencja: | 1. miejsce                                    | Rezultat | 2. miejsce                                    | Rezultat | 3. miejsce                                | Rezultat |
| 500 m'       | Paweł Abratkiewicz Pilica Tomaszów Mazowiecki | 40,19    | Tomasz Jankowski Marymont Warszawa            | 40,33    | Jacek Dobrowolski Marymont Warszawa       | 41,22    |
| 1000 m       | Paweł Abratkiewicz Pilica Tomaszów Mazowiecki | 1:20,03  | Jaromir Radke Legia Warszawa                  | 1:20,39  | Mariusz Maślanka Orzeł Elbląg             | 1:22,21  |
| 1500 m       | Jaromir Radke Legia Warszawa                  | 2:01,17  | Paweł Abratkiewicz Pilica Tomaszów Mazowiecki | 2:01,46  | Mariusz Maślanka Orzeł Elbląg             | 2:04,06  |
| 5000 m       | Jaromir Radke Legia Warszawa                  | 7:39,47  | Andrzej Makowski Zagłębie Lubin               | 7:51,71  | Mariusz Maślanka Orzeł Elbląg             | 7:59,73  |
| 10 000 m     | Jaromir Radke Legia Warszawa                  | 14:57,06 | Andrzej Makowski Zagłębie Lubin               | 15:35,46 | Andrzej Jóżwik Pilica Tomaszów mazowiecki | 15:48,00 |